# دژ کاستلت
دژ کاستلت (انگلیسی: Kastellet, Copenhagen) در کپنهاک، دانمارک است و یکی از بهترین مکان‌های حفاظت‌شده بارو در اروپای شمالی است.

## موقعیت
این شهر را به شکل پنج‌ضلعی با باستیون در گوشه آن ساخته‌اند. کاستلت و استحکامات آن در کپنهاگ (قرن هفدهم) و حلقات مربوط به آن موانعی بودند برای حفاظت از پیرامون کپنهاک،
و اکنون فقط باروهای کریستیان‌شاوان که توسط پادشاه دانمارک کریستیان چهارم دانمارک ساخته شد باقی مانده‌است. تعدادی از ساختمان‌ها در محوطه کاستلت از جمله یک کلیسا و یک آسیاب بادی نیز قرار دارند. در این منطقه فعالیت‌های نظامی مختلفی صورت می‌گرفت و حالا عمدتاً به عنوان یک پارک عمومی و یک مکان تاریخی مورد استفاده قرار می‌گیرد.

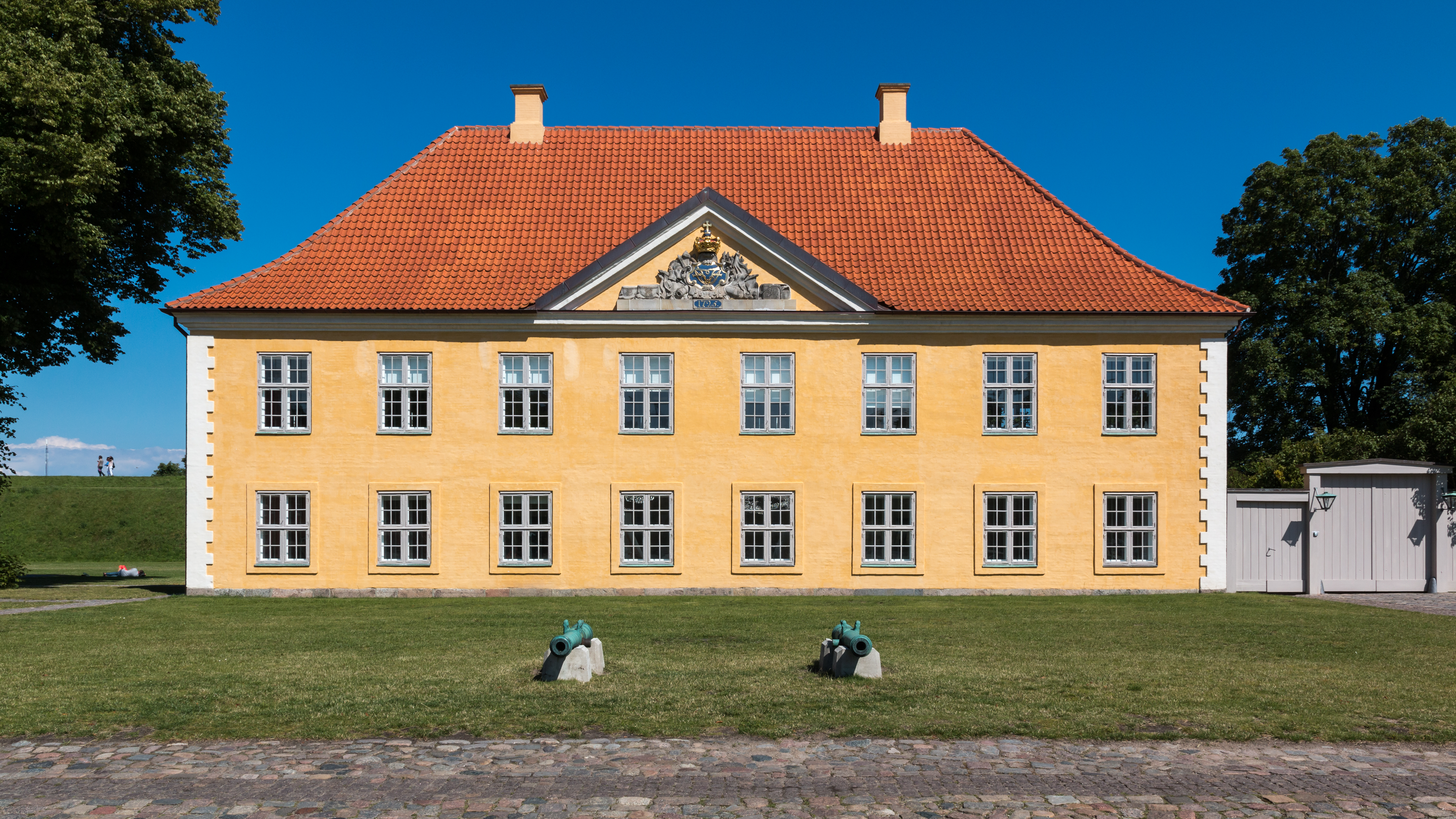
خانه فرمانده